# 兴仁街道
兴仁街道，是中华人民共和国山東省枣庄市薛城区下辖的一个乡镇级行政单位。

## 行政区划
兴仁街道下辖以下地区：
薛庄社区、四里石社区、东巨山村、西巨山村、徐沃村、东托一村、东托二村、东托三村、西托前村、西托后村、兴仁村、洪洼村、匡山腰村、匡山头村、西曲柏村、东曲柏前村、东曲柏后村、东谷山村和西谷山村。